# 딜바트

딜바트(현재의 텔 에둘레임)는 이라크에 있으며 수메르 문명 고대 도시로 바빌론에서 남동쪽의 유프라테스강 서쪽 강의 동쪽 제방 위에 존재했으며, 현재의 알콰디시야이다.
지구라트 에이베아누는 여신 우라슈에 바쳐졌으며 도시의 줌심에 위치하고 길가메시 서사시에 언급되었다.
딜바트는 기원전 2700년경 수메르 초기 2왕조에 세워졌다. 면적은 124헥타르이며 주민은 5천여 명이 거주한다. 그 곳은 농업이 중심이며, 대부분 갈대 제품과 밀을 재배한다.

## 같이 보기
- 텔